# Douglas Crockford
Douglas Crockford est un programmeur et entrepreneur américain, notamment connu pour sa forte implication dans le développement du langage JavaScript et pour la création du format JSON. Il est également le développeur de l'outil JSLint, permettant de détecter des erreurs de syntaxe JavaScript ainsi que ce qu'il considère comme de mauvaises pratiques (les « bad parts »). Il est actuellement architecte logiciel chez Paypal.

## Biographie
Douglas Crockford a un diplôme de radio et télévision de l'Université d'État de San Francisco.